# Nationalrat (Österreich)
Der Nationalrat ist die Abgeordnetenkammer des österreichischen Parlaments und hat seinen Sitz im Parlamentsgebäude in der Bundeshauptstadt Wien. Er ist gemäß Bundes-Verfassungsgesetz mit dem Bundesrat, der die Vertretung der Länder darstellt, zur Gesetzgebung des Bundes berufen. Beide Kammern sind als selbstständige Organe eingerichtet. Generell werden Initiativen zunächst vom Nationalrat beraten, der Bundesrat bildet dabei im Gesetzgebungsprozess das bestätigende oder verwerfende Organ. In besonderen Fällen treten Nationalrat und Bundesrat gemeinsam als Bundesversammlung zusammen. Die Nationalratswahl zur aktuellen XXVIII. Gesetzgebungsperiode fand am 29. September 2024 statt.

## Geschichte

### Vorläufer – Nationalversammlungen

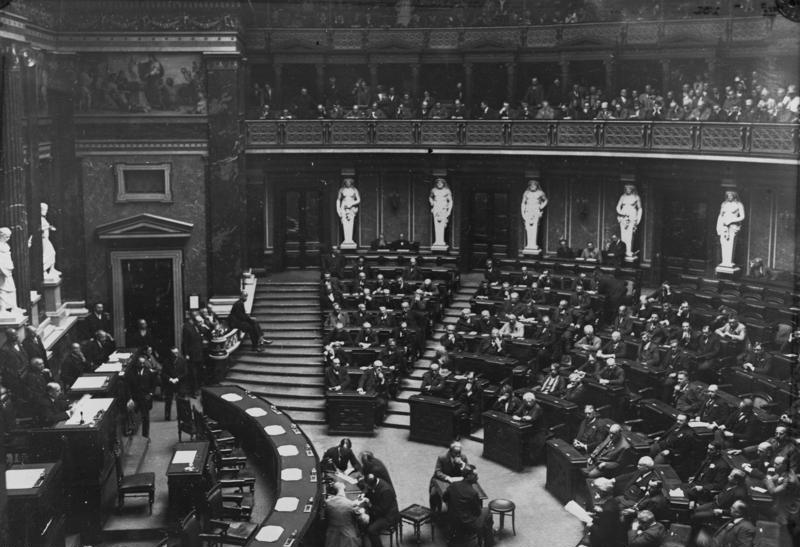
Die Einrichtung des Herrenhaus-Sitzungssaals, wo der Nationalrat ab 1920 tagte, wurde 1945 durch Bombentreffer zerstört, 1930

#### Provisorische Nationalversammlung
Kurz vor dem Ende des Ersten Weltkrieges, als die österreichisch-ungarische Monarchie im Zerfall begriffen war, traten am 21. Oktober 1918 die (so bezeichneten sie sich selbst) deutschen Abgeordneten des Abgeordnetenhauses des k.k. Reichsrates unter den gleichberechtigten, abwechselnd amtierenden Vorsitzenden Karl Seitz, Jodok Fink und Franz Dinghofer im Niederösterreichischen Landhaus in Wien als provisorische Nationalversammlung für Deutschösterreich zusammen.
Sie wählten am 30. Oktober aus ihrer Mitte einen Vollzugsausschuss, der sich deutschösterreichischer Staatsrat nannte. Gleichberechtigte, abwechselnde Vorsitzende waren Karl Seitz, Johann Hauser und Franz Dinghofer. Der Staatsrat wählte Karl Renner zum Staatskanzler. Er wählte weiters die Staatsregierung Renner I als oberste Verwaltung des neuen Staates; die Staatssekretäre (= Minister) übernahmen Anfang November die Geschäfte von der letzten k.k. Regierung, dem Liquidationsministerium Heinrich Lammaschs, sowie vom k.u.k. Kriegsminister, vom gemeinsamen Außenminister und vom gemeinsamen Finanzminister.
Am 12. November hielt der altösterreichische Reichsrat, nachdem der letzte Habsburger-Kaiser, Karl I., am Vortag mit seiner Verzichtserklärung auf Vorschlag Lammaschs (der mit dem deutschösterreichischen Staatsrat abgesprochen war) in Deutschösterreich „auf jeden Anteil an den Staatsgeschäften“ verzichtet sowie Lammasch und die Minister enthoben hatte, am Vormittag seine letzte Sitzung ab; nur sehr wenige nichtdeutsche Abgeordnete nahmen daran noch teil. Am Nachmittag trat die Nationalversammlung zum ersten Mal im Parlamentsgebäude zusammen und beschloss das am Vortag angekündigte Gesetz über die Staats- und Regierungsform von Deutschösterreich. Sein Art. 1 lautete: „Deutschösterreich ist eine demokratische Republik. Alle öffentlichen Gewalten werden vom Volke eingesetzt.“ Art. 2 begann mit dem Satz: „Deutschösterreich ist ein Bestandteil der Deutschen Republik.“ Der Beschluss wurde Tausenden Demonstranten vor dem Haus sofort bekanntgegeben, somit die Republik ausgerufen.
Unter Berufung auf das von US-Präsident Woodrow Wilson verkündete „Selbstbestimmungsrecht der Völker“ nahmen deutsche Abgeordnete aus Böhmen, Mähren, Österreichisch-Schlesien und Südtirol an den Sitzungen teil. Deutschösterreich beanspruchte die dortigen deutschen Siedlungsgebiete jedoch erfolglos, da es weder Tschechen noch Italiener an der Besetzung deutsch besiedelten Gebiets hindern konnte. Abgeordnete aus Deutsch-Westungarn waren nicht anwesend, da das spätere Burgenland damals noch Teil des Königreichs Ungarn war.

#### Konstituierende Nationalversammlung
Die Wahl der konstituierenden Nationalversammlung am 16. Februar 1919 konnte nur im tatsächlichen, in dem Herbst 1919 im Vertrag von Saint-Germain vertraglich festgelegten Hoheitsgebiet des Staates Deutschösterreich stattfinden, ausgenommen das erst im Herbst 1921 von Ungarn übernommene Burgenland. An dieser Wahl konnten erstmals in der Geschichte Österreichs alle volljährigen Staatsbürger, die sich im damaligen Staatsgebiet aufhielten, teilnehmen. Wahlberechtigt waren auch Bürger des Deutschen Reiches, wenn sie sich zur Zeit der Wahl in Österreich aufhielten.
Die Nationalversammlung wählte 1919/20 die Staatsregierungen Renner II, Renner III und Mayr I. Das Kabinett Mayr I amtierte seine letzten zehn Tage im November 1920 als erste Bundesregierung der Ersten Republik.
Mit der Ratifizierung des Vertrages von Saint-Germain – auf dessen Inhalt die Delegation des Staatsrates unter Karl Renner fast keinen Einfluss nehmen konnte – am 21. Oktober 1919 durch die Nationalversammlung erstreckte sich die Zuständigkeit des Parlaments definitiv nicht mehr auf die nur beanspruchten, aber nicht beherrschten deutschen Siedlungsgebiete Altösterreichs. Der bisherige Name Staat Deutschösterreich musste gemäß Vertrag durch Republik Österreich ersetzt werden. Außerdem war der Anschluss an Deutschland ausgeschlossen. Österreich wurde jedoch entsprechend den Verträgen von Saint-Germain und Trianon im Herbst 1921 das von Ungarn abgetretene Deutsch-Westungarn, in Österreich Burgenland genannt, zugeschlagen.
Durch das Volk legitimiert, ging die Konstituierende Nationalversammlung daran, am 1. Oktober 1920 das Bundes-Verfassungsgesetz (B-VG) zu beschließen, das am 10. November 1920 in Kraft trat. Damit gleichzeitig wurde u. a. das Bundesland Wien geschaffen.

### Nationalrat

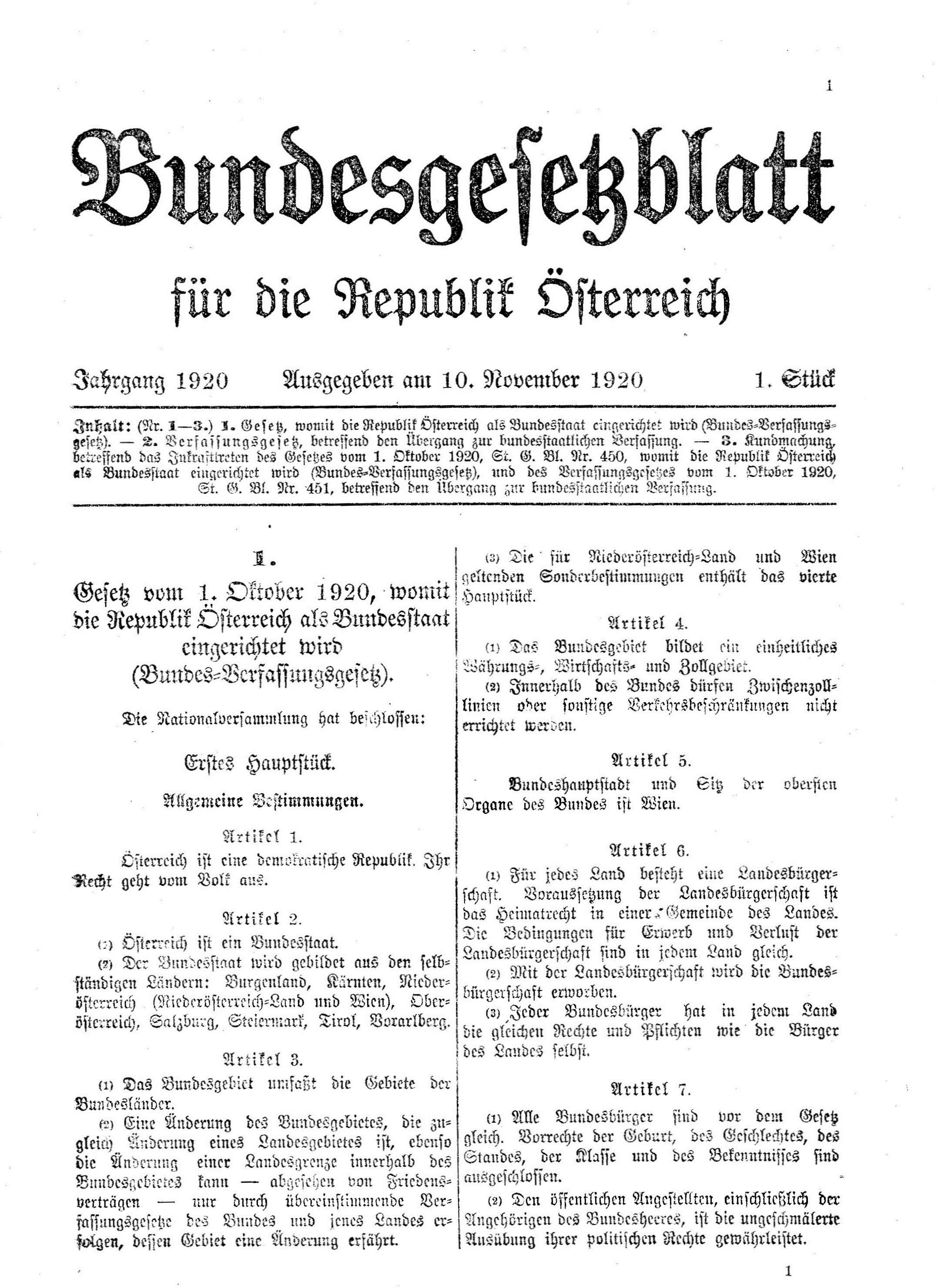
Bundesgesetzblatt vom 10. November 1920: Gesetz vom 1. Oktober 1920, womit die Republik Österreich als Bundesstaat eingerichtet wird (Bundes-Verfassungsgesetz).

#### 1920 – Erste Nationalratswahl der Ersten Republik
In Hinblick auf die neue Verfassung fanden am 17. Oktober 1920 Neuwahlen statt, die erste Nationalratswahl in der Geschichte des Landes. Mit ihr ging die Große Koalition der Gründungsphase der Republik (zuletzt: Staats- bzw. Bundesregierung Mayr I) zu Ende. Der Nationalrat, der am 10. November 1920 die Nationalversammlung ablöste, hatte – wie heute – 183 Abgeordnete. Mit der Einführung des Bundesgesetzes vom 11. Juli 1923 über die Wahlordnung für den Nationalrat wurde die Anzahl der Mandate aber auf 165 reduziert (§ 1 NRWO 1923). In der Ersten Republik war der Nationalrat Bühne heftiger Auseinandersetzungen zwischen den konservativen Regierungen unter Führung der Christlichsozialen und den seit Herbst 1920 in Opposition befindlichen Sozialdemokraten.

#### 1927 – Der Justizpalastbrand als Streitthema
Besonders heftige Nationalratsdiskussionen löste der Wiener Justizpalastbrand vom 15. Juli 1927 aus. Aus einer friedlichen Massendemonstration gegen ein vermeintliches Fehlurteil heraus hatten Brandstifter den Justizpalast in Brand gesetzt, worauf die Bundespolizei unter ihrem Präsidenten Johann Schober Jagd auf alle Demonstranten machte und rund 90 von ihnen erschoss. Bundeskanzler Ignaz Seipel, ein Doktor der Theologie und geweihter Priester, reagierte auf Vorhaltungen sozialdemokratischer Abgeordneter mit einer Wortmeldung, die ihm in der Arbeiterschaft das Prädikat Prälat ohne Milde eintrug.

#### 1929 – Verfassungsnovelle
Dennoch konnte 1929 eine Verfassungsnovelle beschlossen werden, die auf Wunsch der Konservativen die Rechte des Bundespräsidenten stärkte. Er wurde nun nicht mehr vom Parlament, sondern vom Volk gewählt. Als Kompromiss mit den Sozialdemokraten wurden jedoch die meisten Rechte des Bundespräsidenten an Vorschläge der Bundesregierung gebunden, die dem Nationalrat verantwortlich ist. Diese wurde nicht mehr vom Nationalrat gewählt, sondern vom Bundespräsidenten ernannt; sprach ihr der Nationalrat das Misstrauen aus, musste sie der Bundespräsident abberufen. Auch der Oberbefehl über das Bundesheer ging vom Nationalrat auf den Bundespräsidenten über.

#### 1930 – Letzte Nationalratswahl in der Ersten Republik
Am 9. November 1930 fand die letzte Nationalratswahl vor den Diktatur- und Kriegsjahren statt. Die Nationalsozialisten erhielten 3 % der gültigen Stimmen und damit kein Mandat, die Pattstellung zwischen Konservativen und Sozialdemokraten blieb erhalten.

#### 1933 – Ausschaltung des Nationalrates
Als im Zuge einer Abstimmung, bei der es auf jede Stimme ankam (der den Vorsitz führende Präsident stimmte damals nicht mit), am 4. März 1933 alle drei Nationalratspräsidenten (Karl Renner, Rudolf Ramek und Sepp Straffner) nacheinander von ihrem Amt zurücktraten – die Nationalratsgeschäftsordnung enthielt für diesen Fall keine Bestimmung –, konnte die Sitzung nicht mehr rechtskonform beendet werden.
Der damalige Bundeskanzler, Engelbert Dollfuß, nutzte diese Gelegenheit, um den Parlamentarismus in Österreich auszuschalten (siehe „Selbstausschaltung des Parlaments“). Das Wiederzusammentreten der Abgeordneten wurde von Dollfuß am 15. März 1933 mit Polizeigewalt verhindert. Der Verfassungsgerichtshof konnte nicht angerufen werden, da er durch den von der Regierung veranlassten Rücktritt der konservativen Richter nicht mehr beschlussfähig war. Der Bundesrat als zweite Kammer blieb ebenso wie die Landtage funktionsfähig.

#### 1934 – Bürgerkrieg
Im Zuge der Februarkämpfe ab 12. Februar 1934 verbot die Regierung Dollfuß die Sozialdemokratische Partei und annullierte alle Parlamentsmandate der Sozialdemokraten.

#### 1933–1945 – Zwei Diktaturen
Bundeskanzler Dollfuß griff das nach dem Ersten Weltkrieg gemäß Verfassungsrecht fortgeltende Kriegswirtschaftliche Ermächtigungsgesetz von 1917 missbräuchlich auf und regierte mit Verordnungen weiter. Am 1. Mai 1934 wandelte er die Republik in einen autoritären Ständestaat um, wurde selbst aber am 25. Juli 1934 bei einem nationalsozialistischen Putschversuch ermordet. Vier Jahre lang regierte die aus der Christlichsozialen Partei hervorgegangene Vaterländische Front ohne Parlament (vergleiche Austrofaschismus), bis Österreich mit dem von in- und ausländischen Nationalsozialisten erzwungenen „Anschluss“ an das Deutsche Reich am 13. März 1938 als eigenständiger Staat zu existieren aufhörte. In der NS-Zeit wurde das Parlamentsgebäude als Sitz der Gauverwaltung Wiens genutzt und als „Gauhaus“ bezeichnet.

#### 1945 – Erste Nationalratswahl der Zweiten Republik
Am 25. November 1945 hielt die seit 27. April 1945 amtierende Provisorische Staatsregierung unter Karl Renner die erste Nationalratswahl seit 1930, die erste in der Zweiten Republik, ab. Rund 800.000 ehemalige NSDAP-Mitglieder waren dabei nicht wahlberechtigt. Danach haben mit der Wahl 2019 bis dato 22 weitere Nationalratswahlen stattgefunden.
Die Geschäftsordnung des Nationalrates wurde erst 1975 so ergänzt, dass eine Wiederholung der Krise von 1933 ausgeschlossen werden konnte.
Ab 1945 hatte der Nationalrat zunächst 165 Abgeordnete, erst 1971 wurde die Anzahl der Abgeordneten wieder auf 183 erhöht. Dies war die Gegenleistung der SPÖ an die FPÖ für die Stützung der SPÖ-Minderheitsregierung. Vorrangiger Wunsch der Freiheitlichen war, mit ihren damals 5,5 Prozent wieder Klubstärke, die damals bei acht Abgeordneten lag, zu erreichen.

### Gesetzgebungsperioden
Die Legislaturperioden im Nationalrat werden offiziell als Gesetzgebungsperioden (GP) bezeichnet. Diese sind mit römischen Zahlen als Präfix durchnummeriert.

| Gesetzgebungsperiode (Nationalversammlung) | Zeitraum von – bis      | Wahl      | Wahltag       |
| ------------------------------------------ | ----------------------- | --------- | ------------- |
| Provisorische Nationalversammlung          | 21.10.1918 – 16.02.1919 | ohne Wahl | ohne Wahl     |
| Konstituierende Nationalversammlung        | 04.03.1919 – 09.11.1920 | KNV 1919  | 16. Feb. 1919 |
| I. Gesetzgebungsperiode                    | 10.11.1920 – 20.11.1923 | NRW 1920  | 17. Okt. 1920 |
| II. Gesetzgebungsperiode                   | 20.11.1923 – 18.05.1927 | NRW 1923  | 21. Okt. 1923 |
| III. Gesetzgebungsperiode                  | 18.05.1927 – 01.10.1930 | NRW 1927  | 24. Apr. 1927 |
| IV. Gesetzgebungsperiode                   | 02.12.1930 – 02.05.1934 | NRW 1930  | 9. Nov. 1930  |
| V. Gesetzgebungsperiode                    | 19.12.1945 – 08.11.1949 | NRW 1945  | 25. Nov. 1945 |
| VI. Gesetzgebungsperiode                   | 08.11.1949 – 18.03.1953 | NRW 1949  | 9. Okt. 1949  |
| VII. Gesetzgebungsperiode                  | 18.03.1953 – 08.06.1956 | NRW 1953  | 22. Feb. 1953 |
| VIII. Gesetzgebungsperiode                 | 08.06.1956 – 09.06.1959 | NRW 1956  | 13. Mai 1956  |
| IX. Gesetzgebungsperiode                   | 09.06.1959 – 14.12.1962 | NRW 1959  | 10. Mai 1959  |
| X. Gesetzgebungsperiode                    | 14.12.1962 – 30.03.1966 | NRW 1962  | 18. Nov. 1962 |
| XI. Gesetzgebungsperiode                   | 30.03.1966 – 31.03.1970 | NRW 1966  | 6. März 1966  |
| XII. Gesetzgebungsperiode                  | 31.03.1970 – 04.11.1971 | NRW 1970  | 1. März 1970  |
| XIII. Gesetzgebungsperiode                 | 04.11.1971 – 04.11.1975 | NRW 1971  | 10. Okt. 1971 |
| XIV. Gesetzgebungsperiode                  | 04.11.1975 – 04.06.1979 | NRW 1975  | 5. Okt. 1975  |
| XV. Gesetzgebungsperiode                   | 05.06.1979 – 18.05.1983 | NRW 1979  | 6. Mai 1979   |
| XVI. Gesetzgebungsperiode                  | 19.05.1983 – 16.12.1986 | NRW 1983  | 24. Apr. 1983 |
| XVII. Gesetzgebungsperiode                 | 17.12.1986 – 04.11.1990 | NRW 1986  | 23. Nov. 1986 |
| XVIII. Gesetzgebungsperiode                | 05.11.1990 – 06.11.1994 | NRW 1990  | 7. Okt. 1990  |
| XIX. Gesetzgebungsperiode                  | 07.11.1994 – 14.01.1996 | NRW 1994  | 9. Okt. 1994  |
| XX. Gesetzgebungsperiode                   | 15.01.1996 – 28.10.1999 | NRW 1995  | 17. Dez. 1995 |
| XXI. Gesetzgebungsperiode                  | 29.10.1999 – 19.12.2002 | NRW 1999  | 3. Okt. 1999  |
| XXII. Gesetzgebungsperiode                 | 20.12.2002 – 29.10.2006 | NRW 2002  | 24. Nov. 2002 |
| XXIII. Gesetzgebungsperiode                | 30.10.2006 – 27.10.2008 | NRW 2006  | 1. Okt. 2006  |
| XXIV. Gesetzgebungsperiode                 | 28.10.2008 – 28.10.2013 | NRW 2008  | 28. Sep. 2008 |
| XXV. Gesetzgebungsperiode                  | 29.10.2013 – 08.11.2017 | NRW 2013  | 29. Sep. 2013 |
| XXVI. Gesetzgebungsperiode                 | 09.11.2017 – 22.10.2019 | NRW 2017  | 15. Okt. 2017 |
| XXVII. Gesetzgebungsperiode                | 23.10.2019 – 23.10.2024 | NRW 2019  | 29. Sep. 2019 |
| XXVIII. Gesetzgebungsperiode               | seit 24.10.2024         | NRW 2024  | 29. Sep. 2024 |
| Gesetzgebungsperiode (Nationalversammlung) | Zeitraum von – bis      | Wahl      | Wahltag       |

## Kompetenzen des Nationalrats

### Gesetzgebung

#### Initiativanträge, Regierungsvorlagen und Volksbegehren
Gesetzesinitiativen können von Abgeordneten (so genannte Initiativanträge) und Ausschüssen des Nationalrates, der Bundesregierung (so genannte Regierungsvorlagen), dem Bundesrat und mittels Volksbegehren von Staatsbürgern eingebracht werden. Die tatsächlich umgesetzten Initiativen gehen aber fast immer von der Regierung aus; auch dann, wenn die Regierungsfraktionen, um das vor der Einbringung von Regierungsvorlagen vorgesehene, einige Wochen dauernde Begutachtungsverfahren zu vermeiden, sie als vermeintlich spontane Initiativanträge einbringen.

#### Drei Lesungen des Antrags
Nachdem ein Gesetzesantrag gestellt wurde, sind drei sogenannte Lesungen (Besprechungen über den Antrag) vorgesehen:
- Die erste Lesung ist der Begründung des Antrags und seines Inhalts gewidmet; danach wird der Vorschlag meist dem zuständigen Ausschuss oder Unterausschuss zugewiesen.
- Die zweite Lesung beginnt mit einem Ausschussbericht über die Vorlage und ist für die Spezialdebatte vorgesehen, in der der Vorschlag bei Bedarf Absatz für Absatz diskutiert werden kann.
- Die dritte Lesung sollte regelgemäß mindestens einen Tag nach der zweiten Lesung stattfinden, um eine „Nachdenkpause“ einzuschieben und dann den gesamten Antrag in dem Wortlaut, der sich aus der zweiten Lesung ergeben hat, vor dem Gesetzesbeschluss noch einmal zu besprechen. Durch Beschluss kann sie aber auch unmittelbar auf die zweite Lesung folgen, vor allem, wenn sich niemand mehr zu Wort melden will, weil die Sache in der zweiten Lesung bereits „ausdiskutiert“ wurde und die Regierungsfraktionen einig sind.

Das System der drei Lesungen stammt aus dem k.k. Reichsrat und erklärt sich aus der damaligen Situation: Die erste Lesung diente der schlichten Kommunikation, einer Aufgabe, die längst Medien übernommen haben. Die zweite Lesung diente der Beratung im Detail; diese Aufgabe erfüllt heute großteils das Begutachtungsverfahren, bei dem vor dem definitiven Beschluss einer Regierungsvorlage durch die Bundesregierung der zuständige Minister alle gesetzlichen und thematisch passende privatrechtliche Interessenvertretungen zur Stellungnahme zum Ministeriumsentwurf einlädt. Die eingelangten Stellungnahmen der Experten, die von diesen meist auch medial kommuniziert werden, führen nicht selten zu beträchtlichen Änderungen der Ministeriumsentwürfe. Die dritte Lesung würde in einem Parlament ohne feste Mehrheiten, wie es der Reichsrat in seinen letzten Jahrzehnten war, der abschließenden Meinungsbildung der Fraktionen dienen, ob sie für oder gegen einen Antrag stimmen sollten.

#### Beschlusserfordernisse
Der Nationalrat beschließt einfache Bundesgesetze bei Anwesenheit von mindestens einem Drittel aller Abgeordneten (Juristen bezeichnen diese Mindestanwesenheit als Präsenzquorum) mit einfacher Mehrheit. Auf gleiche Weise kann er sich auflösen oder der Bundesregierung bzw. einzelnen Mitgliedern derselben das Misstrauen aussprechen.
Bei Beharrungsbeschlüssen nach einem Veto des Bundesrates muss mindestens die Hälfte aller Abgeordneten anwesend sein. Es genügt die einfache Mehrheit der Stimmen.
Zum Beschluss von Bundesverfassungsgesetzen sind die Anwesenheit von mindestens der Hälfte aller Abgeordneten und eine Zweidrittelmehrheit der Stimmen notwendig.
Außerdem kann der Nationalrat Volksabstimmungen und Volksbefragungen ansetzen. Eine Volksabstimmung findet auf Anordnung des Bundespräsidenten statt,
- wenn der Nationalrat beschließt, eine Volksabstimmung über einen seiner Gesetzesbeschlüsse durchzuführen (für diesen Beschluss gelten die gleichen Anwesenheits- und Mehrheitsregeln wie für den Gesetzesbeschluss), oder wenn dies die Mehrheit der Mitglieder des Nationalrates verlangt (Art. 43 B-VG);
- über jede Gesamtänderung der Bundesverfassung (Art. 44 Abs. 3 B-VG);
- über eine Teiländerung der Bundesverfassung (also über jedes Bundesverfassungsgesetz), wenn dies von einem Drittel der Mitglieder des Nationalrates oder des Bundesrats verlangt wird (Art. 44 Abs. 3 B-VG).

Eine Volksbefragung, deren Ergebnis den Nationalrat nicht bindet, kann von ihm mit den für ein einfaches Bundesgesetz erforderlichen Anwesenheits- und Mehrheitsregeln zu Angelegenheiten von grundsätzlicher und gesamtösterreichischer Bedeutung beschlossen werden, zu denen die Haltung der österreichischen Bevölkerung erforscht werden soll.

#### Rolle des Bundesrates
Nach dem Beschluss des Nationalrates wird dieser vom Bundeskanzler an den Bundesrat weitergeleitet. Ausnahmen bilden Finanzgesetze, die Geschäftsordnung des Nationalrates und der Beschluss über seine Selbstauflösung, die dieser ohne den Bundesrat beschließt.
Der Bundesrat hat in den meisten Fällen nur die Möglichkeit eines aufschiebenden Vetos gegenüber den Beschlüssen des Nationalrates. Ein absolutes Veto kommt ihm nur bei Beschlüssen zu, die seine eigenen Kompetenzen oder jene der Länder betreffen. Bei einem aufschiebenden Veto des Bundesrates kann der Nationalrat einen Beharrungsbeschluss fällen, mit dem er den Einspruch des Bundesrates überwindet. Nimmt der Bundesrat zu einem Nationalratsbeschluss nicht binnen acht Wochen Stellung, gilt dieser als vom Bundesrat durch Stillschweigen genehmigt.

#### Beurkundung durch den Bundespräsidenten
Schließlich wird das verfassungsmäßige Zustandekommen des Gesetzesbeschlusses vom Bundespräsidenten beurkundet und vom Bundeskanzler gegengezeichnet. Wie weit der Begriff Verfassungsmäßigkeit hier vom Bundespräsidenten auszulegen ist, wird in der Verfassung nicht bestimmt. Die Bundespräsidenten beschränkten sich bisher auf die formale Kontrolle des Gesetzgebungsverfahrens und allenfalls offensichtliche Verfassungswidrigkeiten. Zur detaillierten Prüfung der inhaltlichen Verfassungsmäßigkeit der Gesetze ist der Verfassungsgerichtshof berufen; er kann erst tätig werden, wenn ein Gesetz kundgemacht wurde und in Kraft getreten ist.

#### Inkrafttreten
Der Bundeskanzler hat das beurkundete Gesetz unverzüglich im Bundesgesetzblatt kundzumachen. Am Tag nach dem (auf der Titelseite des Gesetzblattes ausgewiesenen) Kundmachungsdatum erwächst es in Rechtskraft, wenn im Gesetz selbst kein anderer Termin für das Inkrafttreten angeführt ist.

### Mitwirkung an der Vollziehung des Bundes
Der Nationalrat besitzt gegenüber der Bundesregierung und dem Bundespräsidenten gewisse Zustimmungs- und Genehmigungsrechte, etwa was den Abschluss von Staatsverträgen betrifft. Er schlägt weiters dem Bundespräsidenten die Bestellung von drei Mitgliedern und zwei Ersatzmitgliedern des Verfassungsgerichtshofs vor. Da der Rechnungshof ein Organ des Parlaments darstellt (Art. 122 Abs. 1 B-VG), wählt der Nationalrat dessen Präsidenten (Art. 122 Abs. 4 B-VG). Außerdem kann der Nationalrat den Rechnungshof mit Einzelprüfungen beauftragen. Ebenso verhält es sich mit der Wahl der drei Volksanwälte; den drei größten Fraktionen steht dabei das Vorschlagsrecht zu. Gemeinsam mit dem Bundesrat tritt der Nationalrat gegebenenfalls zur Bundesversammlung zusammen (Art. 38 B-VG). Obwohl diese sich aus Organen der Legislative zusammensetzt, stellt sie ein reines Exekutivorgan dar.
Einen Sonderfall stellt die dauerhafte Verhinderung oder Erledigung – durch Tod, Rücktritt, Amtsenthebung oder Ablauf der Amtszeit eines Bundespräsidenten, bevor ein neuer gewählt wurde, wie dies zuletzt 2016 der Fall war – des Amtes des Bundespräsidenten dar. In diesem Falle ist das Präsidium des Nationalrates zu dessen Vertretung berufen (Art. 64 Abs. 1 B-VG).

### Kontrollrechte gegenüber der Verwaltung
Dem Nationalrat stehen folgende Kontrollrechte gegenüber der Verwaltung zu:

#### Interpellationsrecht
Dem Nationalrat steht ein Interpellationsrecht (= Fragerecht) gegenüber der Bundesregierung – in Form von schriftlichen, mündlichen und dringlichen Anfragen – zu.

#### Resolutionsrecht
Der Nationalrat kann in Entschließungen seinen Wünschen über die Ausübung der Vollziehung Ausdruck verleihen (Art. 52 Abs. 1 B-VG). Diese Entschließungen sind rechtlich nicht verbindlich, haben aber dennoch eine gewisse politische Kraft.

#### Enqueterecht
Auch die Einsetzung von Untersuchungsausschüssen (Art. 53 B-VG) ist eine Möglichkeit der politischen Kontrolle gegenüber der Exekutive.

#### Ministeranklage
Der Nationalrat kann die Mitglieder der Bundesregierung wegen Gesetzesüberschreitungen und strafrechtlich verfolgbarer Handlungen mit einer Anklage vor dem Verfassungsgerichtshof rechtlich haftbar machen (Art. 76 B-VG in Verbindung mit Art. 142 B-VG).

#### Misstrauensvotum
Der Nationalrat hat auch die Kompetenz einem einzelnen Mitglied oder der gesamten Bundesregierung das Misstrauen auszusprechen (Art. 74 B-VG). Der Bundespräsident hat das betreffende Mitglied oder die Gesamtregierung daraufhin sofort ihres Amtes zu entheben.

#### Kontrollrechte
Im Übrigen übt der Nationalrat seine Kontrollrechte noch durch den Rechnungshof, die Volksanwaltschaft und die Bundesheer-Beschwerdekommission aus.

### Selbstauflösung
Der Nationalrat kann sich jederzeit durch Beschluss eines einfachen Gesetzes selbst auflösen und damit Neuwahlen erzwingen. Seit Beginn der Zweiten Republik wurden auf diese Weise 21 der 25 (Stand 2018) bisherigen Gesetzgebungsperioden beendet. Während der Ersten Republik wurden drei der vier Gesetzgebungsperioden vorzeitig beendet, zwei davon durch Selbstauflösung. Die Selbstauflösung ist in Artikel 29 des Bundes-Verfassungsgesetzes festgeschrieben.

## Abgeordnete
Der Nationalrat besteht aus 183 Abgeordneten, die in der Regel alle fünf Jahre gewählt werden.
Wie in den meisten Demokratien verfügen auch in Österreich die Abgeordneten zum Nationalrat über Politische Immunität. Diese teilt sich auf in:
- Berufliche Immunität: Die Abgeordneten können für ihre Äußerungen im Plenum nur vom Nationalrat selbst verantwortlich gemacht werden (persönlicher Strafausschließungsgrund).
- Außerberufliche Immunität: Ein Abgeordneter darf typischerweise nur mit Zustimmung des Immunitätsausschusses für sein außerparlamentarisches strafbares Verhalten behördlich verfolgt werden, es sei denn, die Tat steht offensichtlich nicht im Zusammenhang mit seiner politischen Tätigkeit (z. B. Falschaussage vor Gericht in einem Strafprozess[5]) oder er wurde bei Begehung eines Verbrechens auf frischer Tat ertappt. Diesfalls kann der Immunitätsausschuss die Beendigung der Verfolgung (und die Aufhebung einer schon vollzogenen Verhaftung) verlangen. Die Verfolgung ist wieder möglich sobald das Mandat endet.

Im Herbst 2011 wurde über eine Neuregelung der Immunität von Abgeordneten diskutiert.
Der einzelne Abgeordnete ist verfassungsmäßig in der Ausübung seines Mandates frei und an keine Weisungen gebunden. Er darf auch keinerlei Aufträge entgegennehmen, in diesem oder jenem Sinn zu stimmen oder zu sprechen. Im Spannungsverhältnis dazu steht das Bestreben jeder im Parlament vertretenen Partei, ein „geschlossenes Abstimmungsverhalten“ ihrer Fraktion zu erreichen (der sogenannte „Klubzwang“). Es ist häufig behauptet worden, dass die Parteien in den 50er und 60er Jahren von ihren Abgeordneten Blanko-Rücktrittserklärungen als Druckmittel verlangten, obwohl dies verfassungswidrig ist. Für diese Praktik liegen jedoch keine belastbaren Belege vor, außer einigen zweifellos politisch motivierten Aussagen von mehreren Abgeordneten der Grünen und der FPÖ. In jedem Fall spielen psychischer Gruppendruck und die Aussicht, bei der nächsten Wahl nicht mehr auf der Kandidatenliste aufzuscheinen, hier eine große Rolle. Es muss von den Fraktionen aber auch toleriert werden, dass Abgeordnete, die eine bestimmte Entscheidung nicht mit ihrem Gewissen vereinbaren können, der betreffenden Abstimmung fernbleiben. Ebenso kann ein Abgeordneter bei Austritt aus seinem Klub (dann fraktionslos als sogenannter „wilder Abgeordneter“), über den Wahlvorschlag der Partei, von der er das Mandat bekommen hat, oder auch bei einem Wechsel zu einem anderen im Parlament vertretenen Klub, von seiner Herkunftspartei nicht gezwungen werden, sein Mandat niederzulegen, damit die Partei wieder über das Mandat verfügen kann. In dem Fall verringert sich die Mandatsstärke für den Herkunftsklub.

### Bezüge der Abgeordneten
Die Bezüge der Mitglieder des Nationalrates richten sich nach dem Bundesbezügegesetz (§ 1 BBezG). Die Höhen der Bezüge sind im Sinne einer Einkommenspyramide festgelegt. Den Anfang dieser Pyramide bildet der Ausgangsbetrag. Dieser wurde 1997 mit Schilling 100.000,– (entsprach etwa EUR 7.267,28) festgelegt. Dieser Ausgangsbetrag wird jährlich durch einen an der Inflationsrate angepassten Faktor erhöht (Anpassungsfaktor), der vom Präsidenten des Rechnungshofes ermittelt und im Amtsblatt der Wiener Zeitung kundgemacht wird (§ 3 Abs. 1 und 2 BezBegrBVG in Verbindung mit § 2 Abs. 2 BBezG). Daraus folgte mit 1. Jänner 2021 ein Ausgangsbetrag von EUR 9.228.
Alle weiteren Bezüge werden gemäß § 3 Abs. 1 BBezG von diesem Ausgangsbetrag errechnet. Es erhält
- ein Mitglied des Nationalrates: 100 %
- ein Klubobmann: 170 %
- der Zweite und der Dritte Nationalratspräsident: je 170 %
- der Präsident des Nationalrates: 210 %

Der Nationalrat kann aber auch beschließen, diese Erhöhung für alle oder bestimmte Abgeordnete entfallen zu lassen (Nulllohnrunde). Die Bezüge gebühren 14 Mal pro Jahr (§ 2 Abs. 1 und § 5 BBezG) und sind im Voraus am Anfang eines jeden Monats auszuzahlen (§ 7 Abs. BBezG). Der Anspruch auf die Bezüge beginnt mit dem Tag der Angelobung und endet mit dem Tag des Ausscheidens aus der Funktion (§ 4 Abs. 1 BBezG). Daneben gibt es noch besondere Bestimmungen für die Vergütung von Aufwendungen (§ 10 BBezG), für die Vergütung von Dienstreisen (§ 10 BBezG) und bezüglich der Pensionsversicherung (§§ 12ff. BBezG). Die Organe dürfen auf Geldleistungen nach dem BBezG nicht verzichten (§ 16 BBezG). Die Bezüge sind gemäß § 25 Abs. 1 Z 4 lit. a Einkommensteuergesetz (EStG) Einkünfte aus nichtselbständiger Arbeit und unterliegen daher der Lohnsteuer (§§ 47ff EStG).

### Mitarbeiter & Spesen
Den Abgeordneten stehen gemäß § 10 Bundesbezügegesetz monatliche Spesen zu, um die Aufwendungen, die unter Ausübung ihres Mandats entstanden sind, abzugelten. Dazu zählen etwa Fahrtkosten, Aufenthaltskosten oder Bürokosten. Die Spesen sind dabei mit maximal 12 % von 98,96 % des monatlichen Gehalts eines Bundesbeamten des Allgemeinen Verwaltungsdienstes, Verwendungsgruppe A1, Gehaltsstufe 13 je Monat gedeckelt. Für das Jahr 2018 bedeutet dies eine Vergütung von in etwa bis zu 550 Euro pro Monat.
Je nach Herkunftsort des Abgeordneten erhöht sich der Betrag pro Stunde zusätzlicher Anreisezeit um sechs Prozent. Die Anreisedauer wird nach der Angelobung des Abgeordneten per Bescheid festgestellt.
Jedem Abgeordneten steht durch das Parlamentsmitarbeiterinnen- und Parlamentsmitarbeitergesetz (ParlMG) eine monatliche Vergütung für Dienst- und Werkverträge zu. Die auf diese Weise angestellten Mitarbeiter werden als Parlamentarische Mitarbeiter bezeichnet. Monatlich stehen dafür 98,96 vH des monatlichen Gehalts eines Bundesbeamten des Allgemeinen Verwaltungsdienstes, Verwendungsgruppe A1, Gehaltsstufe 13 zuzüglich der anteiligen Sonderzahlungen und allfälliger Einmalzahlungen im öffentlichen Dienst zur Verfügung. Dies waren im Jahr 2018 in etwa 4.590,- Euro. Abzüglich der Dienstgeberkosten konnte 2018 damit ein Bruttogehalt von etwa 3.600 Euro pro Monat ausbezahlt werden. Das Gehalt kann nach Ermessen des Abgeordneten auch auf mehrere Mitarbeiter aufgeteilt werden.
Zu den Aufgaben Parlamentarischer Mitarbeiter gehören gemäß § 1 ParlMG die Hilfestellung im Zusammenhang mit
- der Vorbereitung aller Aufgaben in den Ausschuss- und Plenarsitzungen des Nationalrates einschließlich der damit zusammenhängenden Aktivitäten,
- der Wahrnehmung aller sich sonst aus dem Geschäftsordnungsgesetz 1975, BGBl. Nr. 410, oder aus anderen Bundesgesetzen ergebenden Rechte und Pflichten,
- der Wahrnehmung internationaler parlamentarischer Aufgaben und Kontakte,
- der Kontaktnahme mit den Bürgern sowie
- der Information der Öffentlichkeit über Tätigkeiten im Sinne der Ziffern 1–4.

Parlamentarische Mitarbeiter können für mehrere Abgeordnete tätig sein und gemäß § 4 ParlMG auch zu Arbeitsgemeinschaften für bis zu sieben Abgeordnete zusammengeschlossen werden. Üblich sind weiters stundenweise Aufteilungen der Mitarbeitervergütungen; so wird oft ein Teil der Vergütung für einen Mitarbeiter im Wahlkreis des Abgeordneten aufgewendet und der andere Teil für einen Mitarbeiter in Wien. Mitarbeiter in Wien haben dadurch oft Verträge mit mehreren Abgeordneten und unterstützen diese bei ihren Tätigkeiten in der Bundeshauptstadt.

### Klubs
Nationalratsabgeordnete haben das Recht, sich in sogenannten Klubs zusammenzuschließen. Die Gründung eines Klubs kann seit 2013 nur mehr am Beginn der Legislaturperiode innerhalb eines Monats nach dem ersten Zusammentretens des Nationalrates erfolgen. Die Abgeordneten müssen dabei derselben wahlwerbenden Partei angehören oder benötigen zur Gründung einer Zustimmung des Nationalrates. Ein Klub muss sich aus mindestens fünf Abgeordneten zusammensetzen. (§ 7 GOG-NR) Eine aktuell nicht bearbeitete Frage ist die der Fraktionsdisziplin bzw. Klubdisziplin. Unter dem Stichwort Klubzwang wurde verstanden, dass sich die Mitglieder einer Fraktion in strittigen Fragen auf ein gemeinsames Abstimmungsverhalten zu einigen hatten. Von diesem Erfordernis, das dem freien Mandat jedes bzw. jeder Abgeordneten widerspricht, war in der innenpolitischen Diskussion Österreichs etwa seit der Ära Bruno Kreisky kaum mehr die Rede.

#### Klubförderung
Die im österreichischen Nationalrat vertretenen Parteien, konkret deren Parteiklubs, erhalten jährlich eine sogenannte „Klubförderung“. Diese betrug bis 2008 insgesamt 15,3 Millionen Euro und wurde nach Anzahl der Sitze abgestuft aufgeteilt. In der ersten, konstituierenden Sitzung des Nationalrates nach der Nationalratswahl 2008 am 28. Oktober 2008 wurde einstimmig beschlossen, die abgestufte Klubförderung abzuschaffen und diese nun auf jedes Mitglied genau zu berechnen, sowie um 15 % bzw. 2,3 Millionen Euro zu erhöhen.
Im Zuge der Finanzkrise 2008 und der dadurch drohenden wirtschaftlichen Turbulenzen und vor dem Hintergrund der steigenden Politikverdrossenheit nach dem Scheitern einer „dauerstreitenden“ Regierungskoalition in der Bundesregierung Gusenbauer sorgte diese deutliche Erhöhung für Aufregung in den Medien und für teils empörte Kommentare. So habe der Nationalrat die Erhöhung „still und heimlich“ bzw. „heimlich und ganz ohne Diskussion“ abgewickelt. Die Erhöhung der Klubförderung sei „dreist“, das „Vertrauen verkauft“ und in einem Kommentar der Anderen fragt der Kommentator, ob die Parlamentarier eine „Kaste der Unantastbaren“ sei.

### Präsidium
Die Abgeordneten wählen in der ersten Sitzung nach der Nationalratswahl aus ihrer Mitte den Nationalratspräsidenten und zwei Stellvertreter (Zweiten und Dritten Präsidenten), die sich bei den Sitzungen im Vorsitz abwechseln. Der Nationalrat ist bei seiner Präsidentenwahl an Fraktionsstärken nicht gebunden; es ist aber seit 1920 geübte Realpolitik, dass der Nationalratspräsident vom mandatsstärksten Klub nominiert wird.
Als Nationalratspräsidentin fungierte 2006 bis zu ihrem Tod am 2. August 2014 Barbara Prammer (SPÖ). Ihr folgte am 2. September 2014 die Abgeordnete Doris Bures (SPÖ) als Präsidentin. Mit ihr bestand das Präsidium bis 9. November 2017 aus dem Abgeordneten Karlheinz Kopf (ÖVP) als Zweitem Nationalratspräsidenten und Norbert Hofer (FPÖ) als Drittem Nationalratspräsidenten.
Am 9. November 2017, in der ersten Sitzung der XXVI. Legislaturperiode, wurde das Präsidium neu gewählt, wobei Norbert Hofer seine Funktion behielt, die bisherige Präsidentin Bures nunmehr Zweite Präsidentin wurde und als Präsidentin Elisabeth Köstinger neu dazukam. Norbert Hofer und Elisabeth Köstinger wurden beide am 18. Dezember 2017 zu Bundesministern in der Bundesregierung Kurz I ernannt. An Stelle von Köstinger trat am 20. Dezember 2017 Wolfgang Sobotka als nunmehriger Präsident. Anneliese Kitzmüller folgte Norbert Hofer nach.
Am 23. Oktober 2019 erfolgte die Wahl des Präsidiums für die XXVII. Legislaturperiode. Wolfgang Sobotka wurde Nationalratspräsident, Doris Bures (SPÖ) Zweite Nationalratspräsidentin und Norbert Hofer (FPÖ) Dritter Nationalratspräsident.
Am 24. Oktober 2024, nach der Nationalratswahl, wurde Walter Rosenkranz in geheimer Wahl mit 100 von 183 Stimmen zum Nationalratspräsident gewählt.

### Präsidialkonferenz
Die Präsidenten bilden gemeinsam mit den Klubobleuten die Präsidialkonferenz. Sie ist ein beratendes Organ und erstattet insbesondere Vorschläge zur Durchführung der Arbeitspläne, zur Festlegung der Tagesordnungen und der Sitzungszeiten des Nationalrates, zur Zuweisung von Vorlagen an die Ausschüsse und zur Koordinierung der Sitzungszeiten derselben sowie bezüglich der Wahrnehmung internationaler parlamentarischer Beziehungen.
Bestimmte Gegenstände (wie etwa das Erlassen der Hausordnung) oder Verfügungen des Präsidenten (z. B. Redeordnung oder Redezeitbeschränkungen) bedürfen jedenfalls einer vorherigen Beratung der Präsidialkonferenz. (§ 8 GOG-NR)

## Nationalratswahl

Ergebnisse der Nationalratswahlen seit 1945 bis 2024

### Verfahren
Vom Bundesvolk werden auf Grund des gleichen, unmittelbaren, persönlichen, freien und geheimen Wahlrechts der Männer und Frauen, die am Wahltag das 16. Lebensjahr vollendet haben (seit 2007; zuvor das 18. Lebensjahr), nach den Grundsätzen der Verhältniswahl 183 Mitglieder (Abgeordnete) gewählt (Art. 26 Abs. 1 B-VG). Wählbar sind die zum Nationalrat Wahlberechtigten, die am Stichtag die österreichische Staatsbürgerschaft besitzen und am Wahltag das 18. Lebensjahr vollendet haben (Art. 26 Abs. 4 B-VG). Die Durchführung und Leitung der Nationalratswahl obliegt Wahlbehörden, die vor jeder Wahl neu gebildet werden (Art. 26a B-VG). Die Bestimmung des Wahlergebnisses gliedert sich in drei Ermittlungsverfahren. Im zweiten und dritten Ermittlungsverfahren besteht die Vier-Prozent-Hürde. Steht das Ergebnis fest, ist es unverzüglich zu verlautbaren (§ 108 Abs. 4 NRWO). Der neugewählte Nationalrat ist vom Bundespräsidenten längstens innerhalb 30 Tagen nach der Wahl einzuberufen (Art. 27 Abs. 2 B-VG). In der Sitzung erfolgt eine Angelobung der Abgeordneten (§ 4 Abs. 1 GOG-NR). Nach der Angelobung erfolgen unter anderem die Wahlen der Nationalratspräsidenten (§ 5 Abs. 1 GOG-NR), des Hauptausschusses (Art. 55 Abs. 1 B-VG), des Ständigen Unterausschusses (Art. 55 Abs. 3 B-VG), der Schriftführer (§ 5 Abs. 2 GOG-NR).

### Nationalratswahlergebnisse in der Zweiten Republik
Im Folgenden die Nationalratswahlergebnisse seit der Wahl für die 5. Periode 1945 (die Nationalratswahl in Österreich 1930 war für die 4. Periode) in Prozent der gültigen Stimmen und Anzahl der Mandate, mit Angabe der jeweiligen daraufhin erfolgten Regierungskonstellation:
| Jahr | Periode | Mandate | ÖVP  | ÖVP | SPÖ  | SPÖ | FPÖ   | FPÖ | Grüne | Grüne | LiF / NEOS | LiF / NEOS | BZÖ  | BZÖ | KPÖ  | KPÖ | Andere > 1 % | Andere > 1 % | Son- stige | Regierung         |
| ---- | ------- | ------- | ---- | --- | ---- | --- | ----- | --- | ----- | ----- | ---------- | ---------- | ---- | --- | ---- | --- | ------------ | ------------ | ---------- | ----------------- |
| 1945 | 5       | 165     | 49,8 | 85  | 44,6 | 76  |       |     |       |       |            |            |      |     | 5,4  | 4   | –            | –            | 0,2        | ÖVP – SPÖ – KPÖ 1 |
| 1949 | 6       | 165     | 44,0 | 77  | 38,7 | 67  | 211,7 | 16  |       |       |            |            |      |     | 5,1  | 5   | –            | –            | 0,5        | ÖVP – SPÖ         |
| 1953 | 7       | 165     | 41,3 | 74  | 42,1 | 73  | 210,9 | 14  |       |       |            |            |      |     | 35,3 | 4   | –            | –            | 0,4        | ÖVP – SPÖ         |
| 1956 | 8       | 165     | 46,0 | 82  | 43,0 | 74  | 6,5   | 6   |       |       |            |            |      |     | 44,4 | 3   | –            | –            | 0,1        | ÖVP – SPÖ         |
| 1959 | 9       | 165     | 44,2 | 79  | 44,8 | 78  | 7,7   | 8   |       |       |            |            |      |     | 43,3 | –   | –            | –            | 0,1        | ÖVP – SPÖ         |
| 1962 | 10      | 165     | 45,4 | 81  | 44,0 | 76  | 7,0   | 8   |       |       |            |            |      |     | 43,0 | –   | –            | –            | 0,5        | ÖVP – SPÖ         |
| 1966 | 11      | 165     | 48,4 | 85  | 42,6 | 74  | 5,4   | 6   |       |       |            |            |      |     | 40,4 | –   | DFP 3,3      | –            | 0,0        | ÖVP               |
| 1970 | 12      | 165     | 44,7 | 78  | 48,4 | 81  | 5,5   | 6   |       |       |            |            |      |     | 1,0  | –   | –            | –            | 0,4        | SPÖ 5             |
| 1971 | 13      | 183     | 43,1 | 80  | 50,0 | 93  | 5,5   | 10  |       |       |            |            |      |     | 1,4  | –   | –            | –            | 0,0        | SPÖ               |
| 1975 | 14      | 183     | 42,9 | 80  | 50,4 | 93  | 5,4   | 10  |       |       |            |            |      |     | 1,2  | –   | –            | –            | 0,0        | SPÖ               |
| 1979 | 15      | 183     | 41,9 | 77  | 51,0 | 95  | 6,1   | 11  |       |       |            |            |      |     | 1,0  | –   | –            | –            | 0,0        | SPÖ               |
| 1983 | 16      | 183     | 43,2 | 81  | 47,6 | 90  | 5,0   | 12  | 63,4  | –     |            |            |      |     | 0,7  | –   | –            | –            | 0,1        | SPÖ – FPÖ         |
| 1986 | 17      | 183     | 41,3 | 77  | 43,1 | 80  | 9,7   | 18  | 4,8   | 8     |            |            |      |     | 0,7  | –   | –            | –            | 0,3        | SPÖ – ÖVP         |
| 1990 | 18      | 183     | 32,1 | 60  | 42,8 | 80  | 16,6  | 33  | 4,8   | 10    |            |            |      |     | 0,6  | –   | VGÖ 2,0      | –            | 1,3        | SPÖ – ÖVP         |
| 1994 | 19      | 183     | 27,7 | 52  | 34,9 | 65  | 22,5  | 42  | 7,3   | 13    | 6,0        | 11         |      |     | 0,3  | –   | –            | –            | 1,4        | SPÖ – ÖVP         |
| 1995 | 20      | 183     | 28,3 | 52  | 38,1 | 71  | 21,9  | 41  | 4,8   | 9     | 5,5        | 10         |      |     | 0,3  | –   | NEIN 1,1     | –            | 1,1        | SPÖ – ÖVP         |
| 1999 | 21      | 183     | 26,9 | 52  | 33,2 | 65  | 26,9  | 52  | 7,4   | 14    | 3,7        | –          |      |     | 0,5  | –   | DU 1,0       | –            | 0,5        | ÖVP – FPÖ         |
| 2002 | 22      | 183     | 42,3 | 79  | 36,5 | 69  | 10,0  | 18  | 9,5   | 17    | 1,0        | –          |      |     | 0,6  | –   | –            | –            | 0,2        | ÖVP – FPÖ 7       |
| 2006 | 23      | 183     | 34,3 | 66  | 35,3 | 68  | 11,0  | 21  | 11,0  | 21    | 8          | 8          | 4,1  | 7   | 1,0  | –   | MARTIN 2,8   | –            | 0,5        | SPÖ – ÖVP         |
| 2008 | 24      | 183     | 26,0 | 51  | 29,3 | 57  | 17,5  | 34  | 10,4  | 20    | 2,1        | –          | 10,7 | 21  | 0,8  | –   | FRITZ 1,8    | –            | 1,5        | SPÖ – ÖVP         |
| 2013 | 25      | 183     | 24,0 | 47  | 26,8 | 52  | 20,5  | 40  | 12,4  | 24    | 95,0       | 9          | 3,5  | –   | 1,0  | –   | FRANK 5,7    | 11           | 1,0        | SPÖ – ÖVP         |
| 2017 | 26      | 183     | 31,5 | 62  | 26,9 | 52  | 26,0  | 51  | 3,8   | –     | 5,3        | 10         |      |     | 0,8  | –   | PILZ 4,4     | 8            | 1,4        | ÖVP – FPÖ         |
| 2019 | 27      | 183     | 37,5 | 71  | 21,2 | 40  | 16,2  | 31  | 13,9  | 26    | 8,1        | 15         | 0,0  | –   | 0,7  | –   | JETZT 1,9    | –            | 0,6        | ÖVP – GRÜNE       |
| 2024 | 28      | 183     | 26,3 | 51  | 21,1 | 41  | 28,8  | 57  | 8,2   | 16    | 9,1        | 18         |      | –   | 2,4  | –   | BIER 2,0     | –            | 2,0        | ÖVP – SPÖ – NEOS  |
| Jahr | Periode | Mandate | ÖVP  | ÖVP | SPÖ  | SPÖ | FPÖ   | FPÖ | Grüne | Grüne | LiF / NEOS | LiF / NEOS | BZÖ  | BZÖ | KPÖ  | KPÖ | Andere > 1 % | Andere > 1 % | Son- stige | Regierung         |

Tabellenlegende
kursiv gesetzte Ergebnisse: Partei zog nicht in den Nationalrat ein.

## NR-Zusammensetzung in der Legislaturperiode 2024–

### Sitzverteilung
Im Nationalrat bestehen in der aktuellen Legislaturperiode folgende parlamentarische Klubs:
| Klub         | vor der Wahl 2024 | direkt nach der Wahl 2024 | zuletzt |
| ------------ | ----------------- | ------------------------- | ------- |
| FPÖ          | 30                | 57                        | 57      |
| ÖVP          | 71                | 51                        | 51      |
| SPÖ          | 40                | 41                        | 41      |
| NEOS         | 15                | 18                        | 18      |
| GRÜNE        | 26                | 16                        | 16      |
| Fraktionslos | 1                 | –                         | –       |
| Gesamt       | 183               | 183                       | 183     |

## Verhältnis zum Bundespräsidenten
Der Bundespräsident beruft den Nationalrat – gemäß Art. 28 Abs. 1 B-VG – jedes Jahr zu einer ordentlichen Tagung ein. Die Einberufung außerordentlicher Tagungen und Schließungen der Tagungen erfolgen durch den Bundespräsidenten auf Beschluss des Nationalrates selbst. In diesen Punkten hat der Bundespräsident keinerlei politischen Spielraum, sondern ist strikt an den Text der Verfassung beziehungsweise an die Entscheidungen des Nationalrates selbst gebunden.
Das Staatsoberhaupt kann jedoch den Nationalrat auf Vorschlag der Bundesregierung auflösen, aber nur einmal aus demselben Grund. Dies geschah bisher nur 1930 durch Wilhelm Miklas. Doch kann eine vom Bundespräsidenten ernannte Regierung gegen eine Mehrheit im Nationalrat nicht bestehen. Auch geht die Initiative für die Einberufung der Bundesversammlung, zur Anklage oder zur Ansetzung einer Volksabstimmung zur Absetzung des Bundespräsidenten, vom Nationalrat aus. Bisher hat der Nationalrat jedoch noch nie einen solchen Schritt gesetzt. Der negative Ausgang einer Volksabstimmung zur Absetzung des Bundespräsidenten ist nicht nur mit dessen erneuter Wahl gleichbedeutend, sondern führt auch gemäß Art. 60B-VG zur Auflösung des Nationalrates.
Das Verhältnis des Bundespräsidenten zu den anderen Staatsorganen ist generell geprägt vom sogenannten Rollenverzicht.
Dem Nationalrat und dem Bundespräsidenten gemein ist, dass beide über eine hohe demokratische Legitimität verfügen. Sie werden direkt vom Bundesvolk gewählt.

## Ausschüsse
Im Nationalrat nominieren in jeder Gesetzgebungsperiode die Fraktionen nach ihrer Mandatsstärke Mitglieder für die Ausschüsse, die Anträge diskutieren und Beschlüsse des Plenums vorbereiten.
Es gibt verfassungsrechtlich zwingend vorgesehene sowie freiwillige Ausschüsse, die bei Bedarf gebildet werden können. In der 2006 beendeten XXII. Gesetzgebungsperiode gab es 36 Ausschüsse. Zu den fixen Ausschüssen zählen der Hauptausschuss, der Rechnungshofausschuss, der Immunitätsausschuss und der Haushaltsausschuss. Zu den freiwilligen Ausschüssen zählen hingegen der Justizausschuss, der Sozialausschuss, Landesverteidigungsausschuss oder die verschiedenen Untersuchungsausschüsse.
Liste der gegenwärtigen Ausschüsse
- Ausschuss für Arbeit und Soziales
- Außenpolitischer Ausschuss
- Bautenausschuss
- Budgetausschuss
- Ständiger Unterausschuss des Budgetausschusses
- Familienausschuss
- Finanzausschuss
- Ausschuss für Forschung, Innovation und Technologie
- Geschäftsordnungsausschuss
- Gesundheitsausschuss
- Gleichbehandlungsausschuss
- Hauptausschuss
- Ständiger Unterausschuss des Hauptausschusses
- Ständiger Unterausschuss in Angelegenheiten der Europäischen Union
- Immunitätsausschuss
- Ausschuss für innere Angelegenheiten
- Ständiger Unterausschuss des Ausschusses für innere Angelegenheiten
- Justizausschuss
- Ausschuss für Konsumentenschutz
- Kulturausschuss
- Landesverteidigungsausschuss
- Ständiger Unterausschuss des Landesverteidigungsausschusses
- Ausschuss für Land- und Forstwirtschaft
- Ausschuss für Menschenrechte
- Ausschuss für Petitionen und Bürgerinitiativen
- Ständiger Unterausschuss des Rechnungshofausschusses
- Rechnungshofausschuss
- Ausschuss für Sportangelegenheiten
- Südtirol-Unterausschuss
- Tourismusausschuss
- Umweltausschuss
- Unterrichtsausschuss
- Unvereinbarkeitsausschuss
- Verfassungsausschuss
- Verkehrsausschuss
- Volksanwaltschaftsausschuss
- Ausschuss für Wirtschaft und Industrie
- Wissenschaftsausschuss
- Ständiger gemeinsamer Ausschuss im Sinne des § 9 des Finanz-Verfassungsgesetzes 1948

## Sitzungssaal
Der Nationalrat tagt seit 1920 in jenem Sitzungssaal, in dem bis Oktober 1918 das österreichische Herrenhaus im Reichsrat getagt hatte. Nachdem im Zweiten Weltkrieg die Inneneinrichtung durch einen Bombentreffer vernichtet worden war, wurde der Saal bis zum Jahr 1956 im zeitgenössischen Stil neu gestaltet. Zentrales Element ist der von Rudolf Hoflehner gestaltete Bundesadler.
Statt der für 2008 geplanten Sanierung des abgenutzten Interieurs wurde nach Diskussionen und aufgrund des festgestellten schlechten Bauzustands des Parlamentsgebäudes eine Generalsanierung angepeilt, die mit hohen Kosten verbunden ist. Die Entscheidung dazu wurde erst nach Verzögerungen getroffen: Im Sommer 2017 wurde der gesamte Parlamentsbetrieb in den Redoutensaal der Hofburg als provisorischen Sitzungssaal und in Container auf dem Heldenplatz übersiedelt; weitere Büros werden in der Hofburg eingerichtet. Der Bundesadler verbleibt verhüllt im Nationalratssitzungssaal, da sein Umzug aufgrund seiner Größe und seines Gewichts nicht möglich wurde.
Der Nationalratssitzungssaal soll vor allem behindertenfreundlicher gestaltet, die Höhe der Regierungsbank gesenkt und die Zuschauergalerie vergrößert werden. Dazu gehört auch die Erneuerung der Sitzreihen und der Saalelektronik. Der architektonischen Erneuerung sind jedoch durch den Denkmalschutz Grenzen gesetzt. Eine originalgetreue Wiederherstellung des Saales, so wie er vor seiner Zerstörung im Zweiten Weltkrieg aussah, ist nicht geplant.
Von 2017 bis 2022 tagten Nationalrat und Bundesrat aufgrund der Sanierung des historischen Parlamentsgebäudes im Großen Redoutensaal der Wiener Hofburg, während die Büros in externen Pavillons auf dem Heldenplatz untergebracht waren.

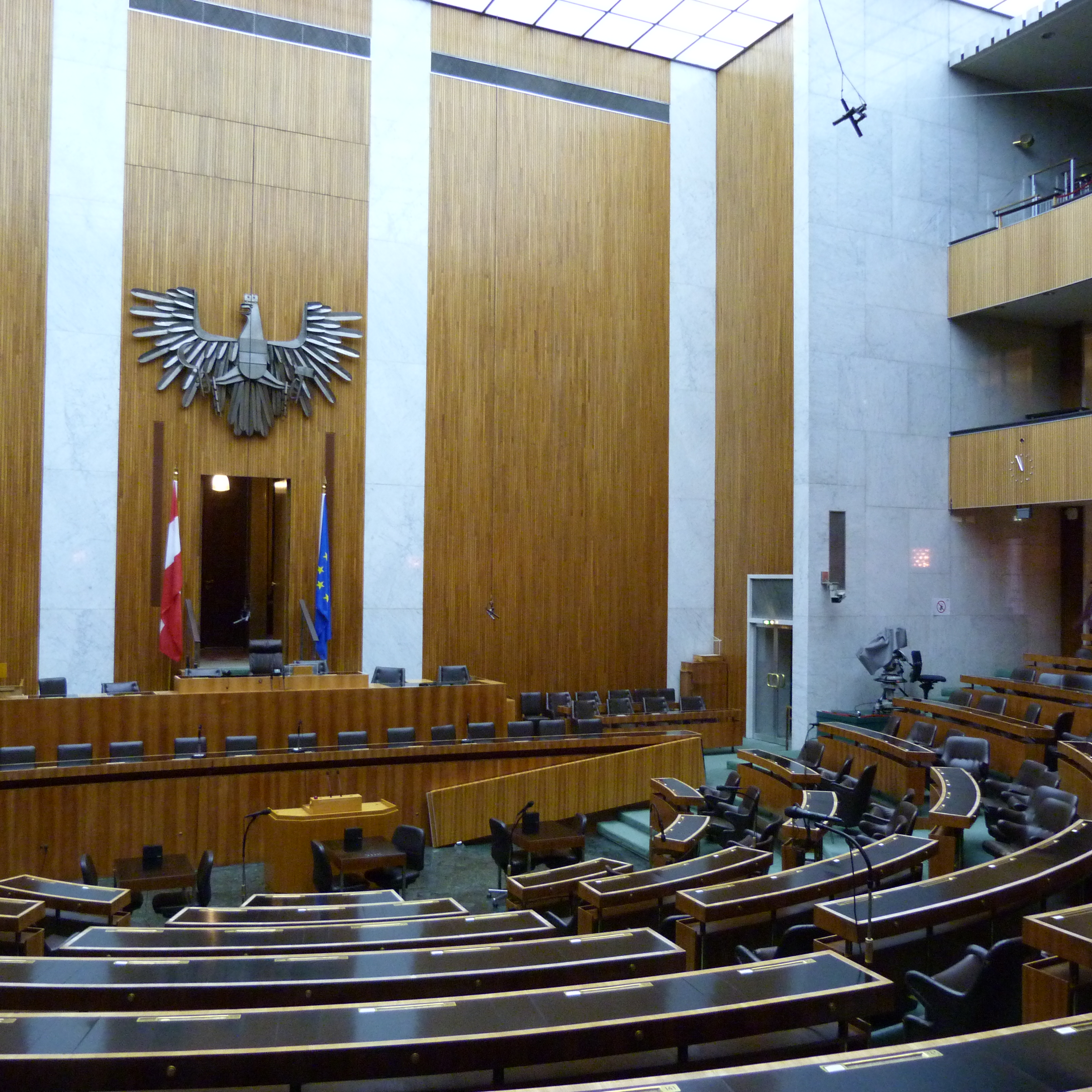
Sitzungssaal des Nationalrates vor der Sanierung
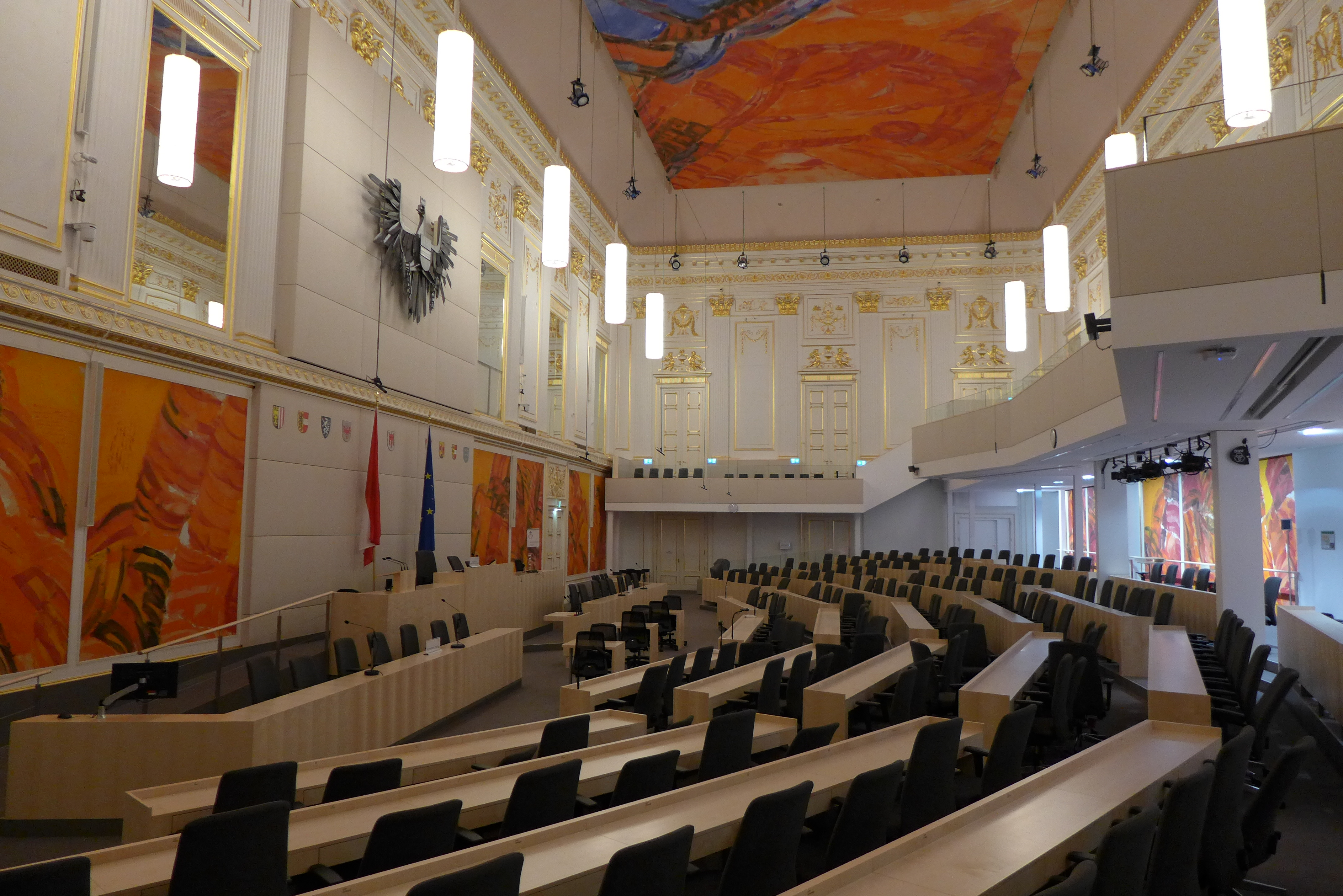
Provisorischer Sitzungssaal im Großen Redoutensaal

## Kritik
Am Nationalrat wird in den Medien auch grundsätzliche Kritik geübt:
- Die Abgeordneten würden das Volk unzureichend repräsentieren, da unkündbare Beamte und angestellte Interessenvertreter überproportional, hingegen Frauen, „normale“ Arbeiter, Angestellte, neue Selbstständige, Kleinunternehmer usw. unterproportional vertreten seien. Gegen Ende der XXVII. Gesetzgebungsperiode (Stand: 22. Juli 2024) lag der Frauenanteil auf seinem Höchstwert von rund 41 Prozent, was 75 Abgeordneten entspricht.[20]

„103 der 183 Nationalratsabgeordneten [im April 2011, Anm.] sind Beamte, Partei-, Gewerkschafts- oder Kammerangestellte. […] Nur 41 sind in der Privatwirtschaft oder als Freiberufler tätig.“
- Das Parteilistenwahlrecht hindere die meisten Mandatare daran, ihr verfassungsmäßig freies, nur ihrem Gewissen verpflichtetes Mandat gegen die Fraktionsdisziplin (den sogenannten „Klubzwang“) ihrer Parlamentsfraktion zu verteidigen. Wer mehrmals gegen seine Fraktion stimme, werde für die nächste Wahl nicht mehr aufgestellt. Die Liste Pilz schaffte für ihre Abgeordneten den „Klubzwang“ bei Abstimmungen ab.[22]
- Abgeordnete der Regierungsfraktionen würden sich durch die vorausgesetzte Klubdisziplin nicht als legislative Kontrollore der Exekutive verstehen, sondern als Helfer der Regierung. Deren im wöchentlich abgehaltenen Ministerrat beschlossenen Gesetzesvorschläge (Regierungsvorlagen) würden den Nationalratsabgeordneten vorgelegt, damit diese mit mehr oder weniger „Abnicken“ umgesetzt werden.
- Das Listenwahlrecht (Verhältniswahl) führe auch dazu, dass sich die Abgeordneten weit weniger als in Wahlsystemen, in denen pro Wahlkreis ein Abgeordneter gewählt wird, ihren Wählern verpflichtet fühlten. Sie seien vor allem der Partei verpflichtet, da diese sie in den Wahlvorschlag aufgenommen hat.
- Das österreichische Parlament stelle seinen Abgeordneten weitaus weniger Ressourcen zur Verfügung als z. B. der Deutsche Bundestag oder der Kongress der Vereinigten Staaten. Die Nationalratsabgeordneten seien daher zumeist auf die Expertise von Ministerien und Interessenvertretungen angewiesen, die dabei ihre eigene Agenda verfolgten.
- Die Abgeordneten würden häufig Gesetze beschließen, deren Inhalt sie nicht verstünden, weil diese in einer Expertensprache und nicht in allgemein verständlichen Begriffen verfasst seien.
- Von den GRECO-Empfehlungen zur Reduktion von Korruption habe Österreich, Parlamentarier betreffend, „nicht einmal die Hälfte der Anregungen umgesetzt“.[23]